# Pulsatilla alpina
Ne doit pas être confondu avec Anemone scherfelii.
Espèce
Classification phylogénétique
L'Anémone des Alpes ou Pulsatille des Alpes (Pulsatilla alpina) est une espèce de plante à fleurs de la famille des Renonculacées.

## Synonyme
- Anemone alpina L., 1753

## Sous-espèces
- Chez la sous-espèce la plus courante Pulsatilla alpina subsp. alpina, les fleurs sont blanches (sous-espèce préférant les sols calcaires).
- La sous-espèce Pulsatilla alpina subsp. apiifolia ou "Anémone soufrée" a des fleurs de couleur jaune (elle caractérise les sols siliceux).
- La sous-espèce Pulsatilla alpina subsp. millefoliata se caractérise par d'énormes feuilles très découpées (à observer lorsque la plante est en fruit) et de très nombreux carpelles.

## Description
C'est une plante herbacée vivace. Elle mesure de 15 à 35 centimètres (les tiges se développent particulièrement après la floraison).

## Habitats
Cette anémone se rencontre en montagne, essentiellement dans les prairies et les pelouses.

## Répartition
L'Anémone des Alpes croît à des altitudes comprises entre 1 000 et 2 750 m dans les régions montagneuses d'Europe centrale, occidentale et méridionale (Alpes, Vosges, Auvergne, Pyrénées, Apennins...)

## Toxicité
Comme beaucoup de renonculacées, ces plantes sont toxiques.

## Galerie

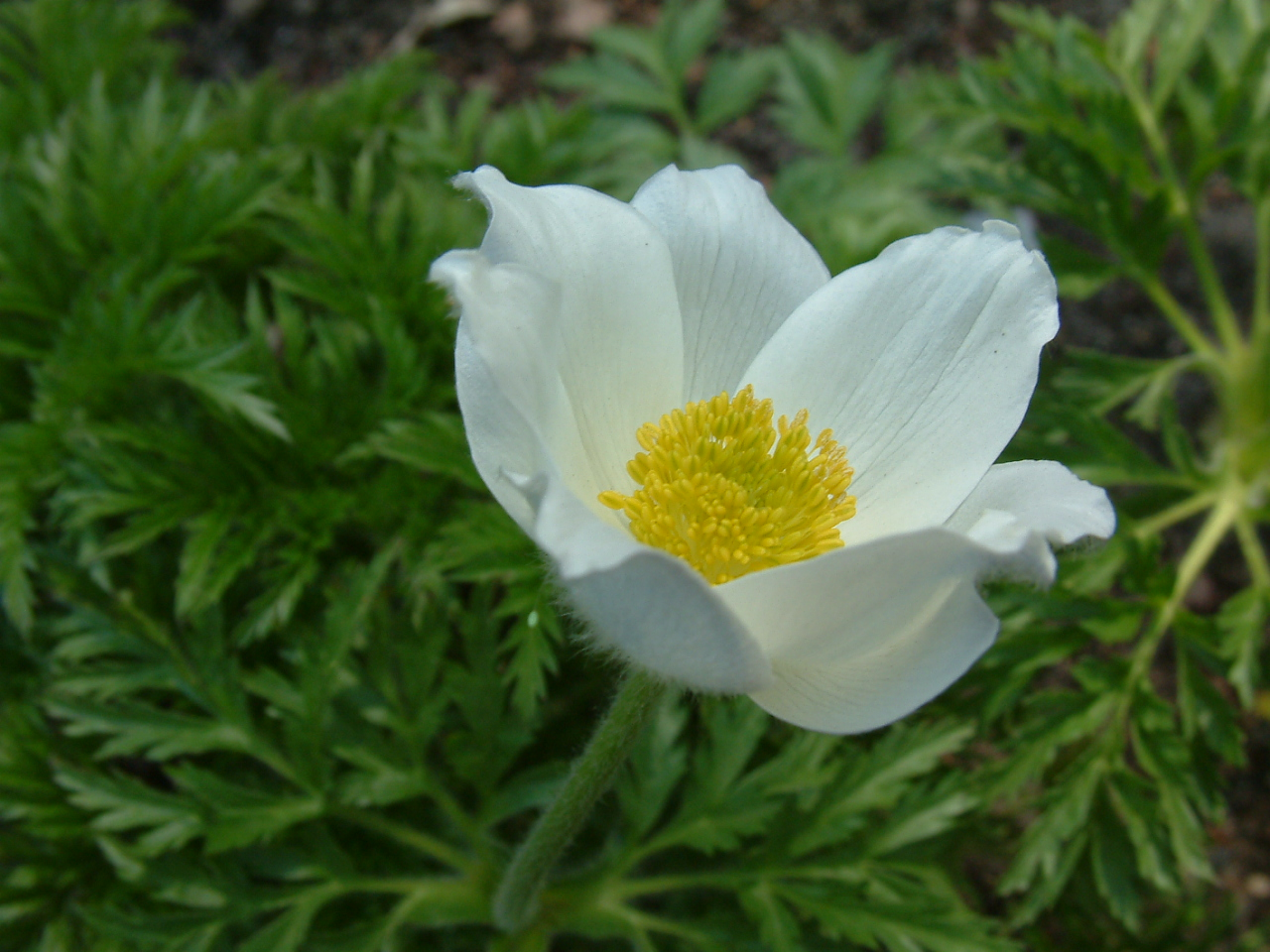
Pulsatilla alpina subsp. alpina
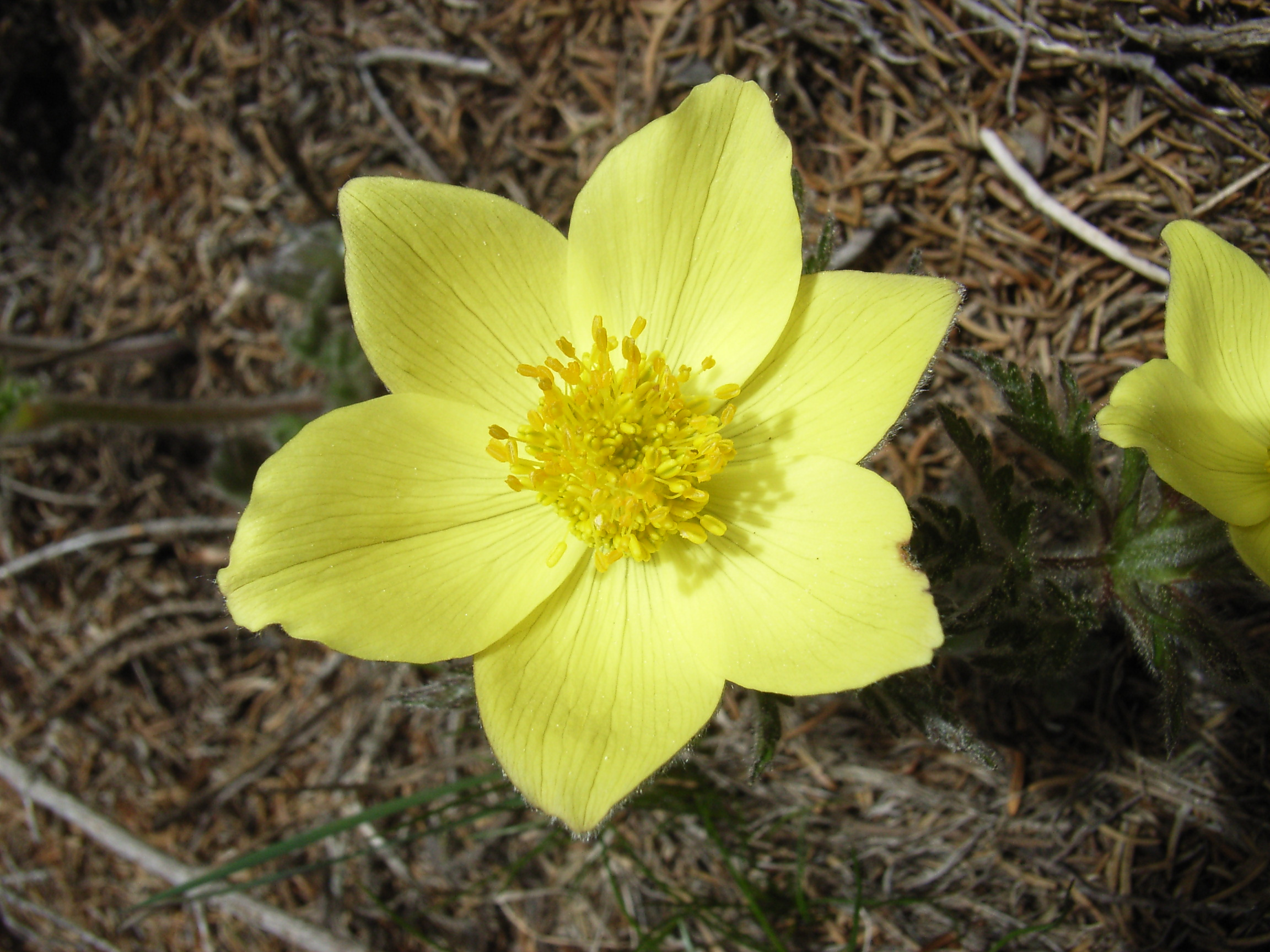
Pulsatilla alpina subsp. apiifolia